# Kuskokwim
Kuskokwim – żeglowna rzeka w stanie Alaska. Uchodząca do Morza Beringa. Źródła znajdują się w górach łańcucha górskiego Alaska. Jej długość wynosi 1130 km, a powierzchnia dorzecza 130 tys. km².
Ważniejsze miasta nad rzeką to: Kwethluk i McGrath.